# Томас Дж. Уотсън
Томас Джон Уотсън (на английски: Thomas John Watson, Sr.; 17.2.1874 – 19.6.1956 г.) е американски бизнесмен, президент и главен изпълнителен директор (CEO) на IBM от 1914 до 1956 г. Под негово ръководство от 1914 до 1956 г. компанията става международно значим фактор. Уотсън развива нов стил на управление и нова корпоративната култура в IBM. Той превръща компанията във високо ефективна търговска организация, основно на базата на табулаторни (перфокартни) машини. Виден самоизградил се индустриалец, той става един от най-богатите хора на своето време и е наричан най-големият търговец на света.

## Биография
Роден е на 17 февруари 1874 г. в градчето Кембъл в окръг Стубен на щата Ню Йорк.
Томас Уотсън е бил голям почитател на Хитлер и през 1937 г. даже получава награди от немските власти.
Сътрудничеството на Томас Уотсън с хитлерова Германия може да се опише така: в Германия, по времето, когато се подготвя „окончателното решение“ на еврейския въпрос, съществувал филиал на IBM, произвеждащ изчислителни машини. Именно с помощта на тези машини се водела статистиката на евреите и циганите за тяхното предстоящо унищожение. А главата на корпорацията, магнатът Томас Дж. Уотсън, който вече бил личен приятел на Хитлер, получава от него най-голямата награда на Райха – орденът за заслуги „Германски орел“.